# Управление рисками организаций
Управление рисками организаций (Система управления рисками; англ. Enterprise risk management) — процесс, выполняемый советом директоров и другими сотрудниками, начинающийся с выработки стратегии и затрагивающий всю деятельность компании и направленный на обнаружение событий, которые могут оказать влияние на компанию, управление соответствующим риском и контроль аппетита к риску в рамках достижения целей компании.
Также ERM может характеризоваться как современная и интегрированная единая система управления (фреймворк) ключевыми рисками с целью достижения бизнес-целей, минимизации непредвиденной волатильности доходности и максимизации стоимости компании:53.

## Мотивация для использования ERM
Выделяется три основные причины для внедрения ERM:54.

### Организационная эффективность
В большинстве финансовых компаний в том или ином виде имеются функции риск-менеджмента и корпоративного контроля. Однако назначение в рамках ERM директора по рискам (англ. Chief Risk Officer; CRO) позволяет создать нисходящую координацию этих функций и повысить их эффективность. Такой подход позволяет обрабатывать не только риски, специфические для бизнес-направлений, но и взаимосвязи между ними:54-55.

### Отчётность
При традиционном подходе сводная отчётность по рискам может быть искажена ввиду отсутствия ответственных за неё сотрудников: все бизнес-направления отвечают только за специфические для них риски.
ERM позволяет приоритизировать риски и объём раскрытия информации по ним в сводной отчётности, предоставляемой высшему руководству. По сути ERM позволяет ввести единую панель риск-индикаторов (англ. risk dashboard), предоставляющую своевременную и компактную отчётность по ключевым рискам:55.

### Эффективность бизнес-деятельности
Внедрение ERM позволяет повысить эффективность бизнес-деятельности благодаря оптимизации бизнес-решений по размещению капитала, разработке продуктов и их прайсингу, а также M&A. Компании с ERM находятся в целом в более выгодном положении: единый фреймворк позволяет принимать более выгодные риски по сравнению с компаниями, использующими традиционный подход:55-56.

## Директор по рискам
Позиция директора по рискам (англ. Chief Risk Officer; CRO) была выделена в финансовых компаниях в начале 1990-х годов. CRO отвечает за централизованное управление рисками, получая отчётность от руководителей подразделений контроля кредитного, рыночного, операционного рисков, управления страхованием и портфелем. В свою очередь, CRO отчитывается перед CEO. Именно директор по рискам является ответственным за разработку и внедрение ERM-фреймворка с учётом всех необходимых рисков:57-58.

## Создание стоимости с ERM
ERM подразумевает управление рисками в рамках единого интегрированного фреймворка.

### Макроуровень
Преимуществом использования ERM на макроуровне является возможность достижения оптимального баланса между принятым риском и доходностью.
При допущении идеальных рынков стоимость капитала компании определяется недиверсифицируемым (систематическим) риском. Однако в реальности стоимость создаётся и уменьшением диверсифицируемого риска, специфического для конкретной компании. Например, компания может быть подвержена риску фондирования. В рамках единой стратегии ERM компания может захеджироваться от такого риска, тем самым поддержав выполнение своего стратегического плана.

### Микроуровень
Управление на микроуровне относится к оценке каждого проекта на предмет соответствия оптимальному соотношению риска и доходности. Децентрализация на этом уровне определяется двумя основными принципами:
- Оценка каждого проекта должна выполняться с учётом его влияния на совокупный риск компании.
- Каждое бизнес-подразделение должно быть оценено на предмет своего вклада на совокупный риск компании[5].

Такая децентрализация на микроуровне приводит к следующим изменениям на уровне корпоративного риск-менеджмента:
1. Общее улучшение риск-культуры компании.
2. «Персонализация» рисков: оценка KPI, основанная на уровне риска, служит стимулирующим фактором для менеджеров.
3. Оценка специфических рисков выполняется наиболее компетентными в соответствующих бизнес-направлениях сотрудниками[5].

## Компоненты ERM
Качественный фреймворк ERM состоит из 7 основных компонентов:
1. Корпоративное управление (англ. Corporate governance) — совет директоров и руководство высшего звена должны выстроить организационные процессы и установить процедуры корпоративного контроля для эффективной оценки и управления риском в компании.
2. Линейное управление (англ. Line management) — выстраивание бизнес-стратегии в соответствии с общей корпоративной риск-стратегией.
3. Управление портфелем (англ. Portfolio management) — агрегирование и диверсификация рисков, а также их мониторинг относительно заданных лимитов.
4. Передача риска (англ. Risk transfer) — снижение/аутсорсинг нежелательных или концентрированных рисков, а также хеджирование рисков внутри портфеля.
5. Аналитика риска (англ. Risk analytics) — количественная оценка подверженности риску для дальнейшего анализа и отчётности.
6. Технологические и информационные ресурсы (англ. Data and Technology Resources) — улучшение качества данных для оценки рисков.
7. Управление отношениями с заинтересованными сторонами (англ. Stakeholder management) — имеет важное значение для составления кредитных рейтингов, а также внешнего анализа деятельности компании и принятия кредитных решений[4]:61-66.

## Разработка и внедрение ERM
Этапы разработки ERM:
1. Определение допустимого уровня риска.
2. Определение уровня капитала компании, необходимого для поддержки текущего уровня бизнес-деятельности, в контексте установленного кредитного рейтинга.
3. Определение оптимального соотношения капитала и риска при установленном кредитном рейтинге.
4. Децентрализация определения соотношения капитала и риска посредством распределения капитала и системы мотивации менеджеров[5].

Этапы внедрения ERM:
1. Определение и классификация рисков, которым подвержена компания.
2. Разработка целостного метода оценки подверженности компании рискам, выявленным на первом этапе[5].